# Xenoplatyura thibaudi
Xenoplatyura thibaudi är en tvåvingeart som beskrevs av Loïc Matile 1982. Xenoplatyura thibaudi ingår i släktet Xenoplatyura och familjen platthornsmyggor.
Artens utbredningsområde är Guadeloupe. Inga underarter finns listade i Catalogue of Life.